# Hermann Piening
Hermann Piening (* 3. Juli 1888 in Altona; † 13. Februar 1968 in Hamburg) war ein deutscher Windjammer-Kapitän, Kap Hoornier und Inspektor der Reederei F. Laeisz.

## Leben
Nach dem Besuch der Volksschule und Realschule in Ottensen fuhr Hermann Piening von 1903 bis 1905 auf dem Segelschulschiff der Handelsmarine Großherzogin Elisabeth. 1905 heuerte er als Leichtmatrose auf dem Vollschiff Susanna unter Kapitän Christian Simon Jürgens an und nahm an einer der berühmtesten Kap-Hoorn-Umsegelungen der Geschichte teil. Aufgrund von ungünstigen Winden brauchte das Schiff für die Umrundung volle 99 Tage, von denen 80 Tage Sturm (10 und mehr Beaufort) herrschte. Diese Passage gilt als die längste dokumentierte Kap-Hoorn-Umrundung der Seefahrtsgeschichte.
Ab Juni 1909 besuchte er die Seefahrtschule Altona und schloss sie zunächst im März 1910 mit dem Examen A 5, Seesteuermann auf Großer Fahrt, ab, welches er mit Auszeichnung bestand. Im gleichen Monat heuerte er bei der Hamburger Reederei F. Laeisz an. Dort diente er – nur unterbrochen von seiner Wehrpflicht in der Kaiserlichen Marine (ab Juli 1911) – als 3. Offizier auf der Petschili und 2. Offizier auf der Parchim und der Ponape (siehe Flying P-Liner). 1913 bestand er mit Auszeichnung das Kapitänspatent auf Großer Fahrt A6. Nach einem Einsatz 1912 als 1. Offizier auf der Viermastbark Pinguin unter Kapitän Boye Richard Petersen diente er während des Ersten Weltkriegs in der Kaiserlichen Marine auf der Elsaß und der Hersing. 1919 wurde er Kapitän der kleinen, hölzernen Bark Yildiz in der Nord- und Ostsee. Ab April 1926 diente er als 1. Offizier auf der Viermastbark Priwall, bevor er ab Oktober 1926 als Kapitän der Viermastbark Peking zwei Chilereisen unternahm und ab Februar 1928 als Kapitän die Viermastbark Padua viermal nach Chile und zurück navigierte.
Zwischen 1930 und 1936 diente Piening als Kapitän auf Fruchtschiffen der Afrikanischen Frucht-Compagnie (A.F.C.), einem Tochterunternehmen der Reederei Laeisz. Transportiert wurden Bananen von Tiko in Kamerun nach Hamburg.
Von 1936 bis 1960 war Piening bei der Reederei Laeisz als Inspektor angestellt. In dieser Funktion sagte u. a. er als Sachverständiger vor dem Seeamt Lübeck zum Untergang der Pamir 1957 aus. 1955 war er Mitverfasser und Mitherausgeber eines Buches über die Reederei Laeisz, das unter dem Titel Die Geschichte einer Reederei erschien.
Ein erheblicher Anteil von Pienings Reisen bestand in der Salpeterfahrt nach Chile. Er umrundete 23-mal Kap Hoorn, davon 12-mal als Kapitän. 1958 erhielt er von der Internationalen Bruderschaft der Kap Hoorniers die Medaille Pour le Mérite.

Hermann Piening liegt auf dem evangelischen Friedhof am Holstenkamp in Hamburg-Bahrenfeld begraben.

## Werke
- FL, die Geschichte einer Reederei. Herausgegeben unter Mitwirkung von Paul Rohrbach und den Kapitänen Hermann Piening und Fred Schmidt, Hamburg 1955.